# 圣帝宫
圣帝宫，位于中国广东省云浮市郁南县都城镇夏袭村，为云浮市郁南县的一个县级文物保护单位，类型为古建筑，公布时间为2003年4月8日。
圣帝宫的历史年代为明代。